# Kjellerup Sygehus
Kjellerup Sygehus er et tidligere sygehus i Kjellerup. Det blev nedlagt i 2010.

## Historie
Kjellerup Sygehus blev indviet 21. februar 1914 som ”Syge- og Epidemihuset i Kjellerup”. Det gamle Viborg Amt havde dengang som mål, at patienter højst skulle transporteres en time i hestevogn. Oprindeligt lå sygehuset nord for Vestergade, hvor der nu er Socialpsykiatrisk Bosted.
I 1951 blev sygehuset delt op i en medicinsk og en kirurgisk afdeling, og i 1994 indrettede det nye Viborg Amt Kjellerup Sygehus til plastikkirurgi og dermatologi. Kjellerup Sygehus blev fusioneret med Viborg Sygehus i 2000, og de blev i 2003 fusioneret med Skive Sygehus under navnet Sygehus Viborg. Efter strukturreformen i 2007 skiftede det navn til "Regionshospitalet Viborg, Skive, Kjellerup". De sidste år inden lukningen havde Kjellerup Sygehus dagkirurgi og sårbehandling.
I forbindelse med nedlæggelsen af sygehuset købte ejendomsselskabet Bach Gruppen 80% af ejendommen, hvorefter ejendomsselskabet ejede sygehusbygningerne sammen med boligselskabet Sct. Jørgen. Der er nu opført lejeboliger på grunden bag de gamle bygninger. Silkeborg Kommune benytter en del af hovedbygningen som genoptræningscenter.